# Jazz-Bücherei
Die Jazz-Bücherei war eine Buchreihe, die im Wetzlarer Pegasus-Verlag erschien. 
In der Jazz-Bücherei, die von 1959 bis 1962 in zwölf Ausgaben von Hans H. Reinfeldt herausgegeben wurde, schrieben die Autoren Peter Kunst (Sidney Bechet), Werner Burkhardt/Joachim Gerth (Lester Young), Siegfried Schmidt-Joos (Charlie Parker), Jimmy Jungermann (Ella Fitzgerald), Horst H. Lange (Red Nichols, Nick LaRocca), Werner Götze (Dizzy Gillespie), Dietrich Schulz-Köhn (Django Reinhardt, Stan Kenton), Ingolf Wachler (Benny Goodman), Erhard Kayser (Mahalia Jackson) und Hans-Jürgen Winkler (Louis Armstrong). Jedes Buch war kartoniert, hatte 48 Textseiten und 16 ganzseitige Schwarz-Weiß-Abbildungen.